# The Most Good You Can Do
The Most Good You Can Do: How Effective Altruism Is Changing Ideas About Living Ethically (em português: O Maior Bem Que Você Pode Fazer: Como o Altruísmo Eficaz Está Mudando as Ideias Sobre Como Viver Eticamente) é um livro de 2015 da Yale University Press, escrito pelo filósofo moral e bioeticista Peter Singer, que descreve e defende as ideias do altruísmo eficaz. Como uma continuação de The Life You Can Save, que apresenta o argumento moral para doar dinheiro para melhorar a vida de pessoas em extrema pobreza, o novo livro se concentra na questão mais ampla de como fazer o maior bem possível.

## Recepção

### Entrevistas
Oliver Milman entrevistou Peter Singer sobre o livro para o The Guardian pouco antes do lançamento do livro. Hamilton Nolan entrevistou Singer para o Gawker uma semana após o lançamento. Singer também foi entrevistado na ABC Online (uma rede de mídia australiana) sobre seu livro. Ele também fez uma entrevista mais longa com o canal de rádio da rede em Melbourne.
Singer também participou de um Ask Me Anything no Reddit, respondendo a perguntas sobre seu livro, em 14 de abril de 2015 (uma semana após o lançamento do livro).

### Avaliações do livro
Nicholas Kristof avaliou o livro para o The New York Times, começando com uma discussão sobre a estratégia “earning to give”. Kristof tinha três reservas sobre o livro: (1) não está claro onde traçar a linha com relação ao altruísmo, (2) além dos motivos humanitários, a lealdade também é importante e muitos doam para universidades ou para as artes por lealdade, (3) a ideia de aceitar um emprego apenas porque ele é bem remunerado o fez recuar. Kristof concluiu com um comentário positivo: “O argumento de Singer é poderoso, provocativo e, na minha opinião, basicamente correto. O mundo seria um lugar melhor se fôssemos tão rigorosos na forma como doamos dinheiro quanto na forma como o ganhamos."
Eric Posner, professor da Faculdade de Direito da Universidade de Chicago, avaliou o livro para a Slate Magazine, concluindo que: “Então, o que um altruísta eficaz deve fazer? O imperativo utilitarista de procurar e ajudar as pessoas com a maior utilidade marginal do dinheiro em todo o mundo está em conflito com nosso conhecimento limitado sobre culturas estrangeiras, o que torna difícil para nós descobrir o que as pessoas em pior situação realmente precisam. Por esse motivo, as doações para a Little League e outras instituições locais com as quais você está familiarizado podem não ser uma má ideia. O máximo de bem que você pode fazer pode acabar sendo - não muito." Posner escreveu uma postagem de acompanhamento em seu blog pessoal, enfatizando que, em sua opinião, o principal ponto fraco de Singer foi o fato de ele não ter dedicado tempo suficiente para analisar as ramificações da importância das instituições.
Minal Bopaiah escreveu uma postagem em seu blog com uma avaliação favorável do livro para o PSI Impact, um site mantido pela Population Services International. A PSI foi uma das muitas instituições de caridade indicadas por Singer em seu livro como lugares potencialmente eficazes para se fazer doações.
John Abdulla avaliou o livro no blog da Oxfam, concluindo: “E assim, a questão que permanece para mim, à medida que penso mais sobre as ideias apresentadas neste livro, é como posso me desafiar a fazer mais coisas boas neste mundo?”
Glenn C. Altschuler, professor de Estudos Americanos da Universidade Cornell, avaliou o livro para o The Philadelphia Inquirer, concluindo que: “Singer abre conversas que valem a pena (e aplicações práticas) relacionadas a ideais éticos. No mínimo, The Most Good You Can Do pode estimular os doadores a insistir que as organizações beneficentes forneçam provas persuasivas de sua eficácia."